# Anoxynatronum
Anoxynatronum è un genere di batterio appartenente alla famiglia delle Clostridiaceae.